# Sony Ericsson G502
索尼愛立信（中国大陆地区型号为G502c）是索尼爱立信一款在2008年推出的手提電話。

## 主要規格

### 數位功能
- 相機功能：200 萬像素
- 記憶體：32 MB
- 記憶卡插槽：M2卡（可擴充記憶至4GB）
- 內置FM收音機

### 傳輸功能
- 藍芽、USB傳輸
- 網絡：  GPRS Class 10（WAP 2.0）、EDGE、HSDPA（大陆型号G502c无HSDPA功能）、RSS
- 瀏覽器：NetFront™
- 多媒體訊息：MMS、EMS、SMS
- Email收發：支援IMAP4、Exchange Push Mail、POP3、SMTP協定

### 其他信息
- 理论待机时间：330小时
- 理论待机时间： UMTS/HSDPA 2100：5小时  GSM/GPRS/EDGE 900/1800/1900： 10小时
- 定位功能： 内置Google Maps™和Location services（需GPS配件才能使用）

### 高級信息
- 平台：A2
- CPU型號: DB3150
- MAPP CXC版本：R1FA031/R1FA035/R1FA036(G502c)
- 主題版本：v4.6
- Flash lite版本： 2.1